# Liriomyza braziliae
Liriomyza braziliae este o specie de muște din genul Liriomyza, familia Agromyzidae, descrisă de Spencer în anul 1963. Conform Catalogue of Life specia Liriomyza braziliae nu are subspecii cunoscute.